# George Kennedy
George Harris Kennedy Jr., mais conhecido como George Kennedy (Nova Iorque, 18 de fevereiro de 1925 – Eagle, 28 de fevereiro de 2016), foi um ator estadunidense que atuou em mais de 100 filmes ao longo da carreira.
Começou a carreira no final dos anos 1950 e início dos anos 1960, atuando em filmes de faroeste na televisão. Atuou em todos os filmes da franquia "Aeroporto", iniciada em 1969 com o filme homônimo e terminada em 1979, após quatro mega-produções. Por seu papel em Cool Hand Luke (1967), com Paul Newman, George ganhou o Oscar de Melhor Ator Coadjuvante e foi indicado ao Globo de Ouro na mesma categoria. Sua segunda indicação ao Globo de Ouro veio com o filme Airport (1970).
George ficou conhecido por seu papel do capitão Ed Hocken, nos três filmes da série The Naked Gun.

## Biografia
George nasceu em 1925, na cidade de Nova Iorque, em uma família que pertencia à carreira artística. Seu pai, George Harris Kennedy, era músico e regente de orquestra, tendo morrido quando George Jr. tinha apenas 4 anos. Sua mãe, Helen, era bailarina e o criou sozinha. Sua estreias nos palcos foi com apenas 2 anos, e aos 7 anos ele estreou no rádio.
George alistou-se no Exército dos Estados Unidos durante a Segunda Guerra Mundial, onde serviu por 16 anos, tanto em combate como, nos últimos anos, atuando como oficial de rádio e televisão das Forças Armadas, chegando ao posto de capitão. Durante a guerra serviu sob o comando do general George S. Patton, a quem personificou no filme Brass Target, de 1978. George se formou no ensino médio em 1948 e estudou na Tarleton State University, no Texas para um programa de especialização do Exército, de 1943 a 1944. O programa foi fechado em 1944 quando a unidade em que ele estudava foi chamada para entrar em ação. 

## Vida pessoal
George foi casado quatro vezes. Em 1940 casou-se com Dorothy Gillooly (1926-2012), que serviu no Women's Army Corps e com quem teve um filho, Kevin. O casal se divorciou na década de 1950, onde Dorothy criou o filho do casal em Nova Iorque. Em 1959, George casou-se com Norma Wurman (1929-2007). O casal teve dois filhos, Christopher e Karianna. George e Norma se divorciaram pela primeira vez em 1971, mas casaram de novo em 1973, divorciando enfim em 1978.
No mesmo ano, George casou-se com Joan McCarthy, que morreu em 2015. O casal adotou três filhos, incluindo Shaunna Kennedy, que mais tarde teve vários problemas com drogas. Em 1998, quando Shaunna foi considerada incapaz de criar sua filha Taylor, George e Joan adotaram a neta também.

## Morte
Depois da morte da esposa Joan, George foi morar em Eagle. Sofrendo com problemas cardíacos já havia alguns anos, ele morreu em 28 de fevereiro de 2016 devido a insuficiência cardíaca em uma casa de cuidados paliativos para idosos.
Na época de sua morte, George era o mais velho ganhador do Oscar ainda vivo na categoria de Melhor Ator Coadjuvante. Ele morreu no dia da cerimônia do Oscar 2016. George tem uma estrela na Calçada da Fama, em 6352 Hollywood Blvd.

## Principais filmes
- 1960 - Spartacus (não creditado)
- 1962 - Lonely Are the Brave
- 1963 - Charade (com Cary Grant e Audrey Hepburn)
- 1964 - Hush... Hush, Sweet Charlotte (com Olivia de Havilland e Bette Davis)
- 1965 - In Harm's Way
- 1965 - The Sons of Katie Elder
- 1965 - The Flight of the Phoenix (com James Stewart)
- 1967 - Hurry Sundown
- 1967 - The Dirty Dozen (com Lee Marvin e Charles Bronson)
- 1967 - Cool Hand Luke
- 1968 - Bandolero!
- 1968 - The Boston Strangler (com Tony Curtis e Henry Fonda)
- 1969 - Guns of the Magnificent Seven
- 1970 - Airport (com Burt Lancaster)
- 1973 - Lost Horizon (com Liv Ullmann)
- 1974 - Earthquake (com Charlton Heston e Ava Gardner)
- 1974 - Thunderbolt and Lightfoot (com Clint Eastwood)
- 1974 - Airport 1975
- 1975 - The 'Human' Factor
- 1975 - The Eiger Sanction (com [Clint Eastwood])
- 1977 - Airport '77
- 1976 - Brass Target
- 1979 - The Concorde ... Airport '79
- 1981 - Just Before Dawn
- 1984 - Bolero (com Bo Derek)
- 1986 - The Delta Force (com Chuck Norris)
- 1987 - Creepshow 2
- 1988 - Top Line (com Franco Nero)
- 1988 - The Naked Gun: From the Files of Police Squad! (com Leslie Nielsen)
- 1988 - Uninvited
- 1991 - The Naked Gun 2½: The Smell of Fear
- 1994 - Naked Gun 33 1/3: The Final Insult
- 1997 - Cats Don't Dance (filme de animação)
- 1998 - Small Soldiers (Kirsten Dunst e Tommy Lee Jones)
- 2003 - View from the Top (Bruno Barreto, com Gwyneth Paltrow - participação especial)
- 2005 - Don't Come Knocking (Wim Wenders, com Sam Shepard e Jessica Lange - participação especial)

## Séries de televisão
- 1965 - Daniel Boone (como Zach Morgan, episódio A Rope for Mingo)
- 1967 - Tarzan (como Crandell, no episódio Thief Catcher)
- 1971 - Sarge (como Sargento Swanson)
- 1975 - The Blue Knight (como Bumper Morgan)
- 1988/1991 - Dallas (como Carter McKay)
- 1996 - Wings (como ele próprio)